# Evelyn Botella
Evelyn Piguet de Botella, conocida como Evelyn Botella (Nueva York, 23 de agosto de 1927, Madrid 23 de marzo de 2024), fue una galerista estadounidense políglota, de nacionalidad española.  Pionera junto a Juana Mordó en la presencia internacional de las ferias de arte contemporáneo. Durante varias décadas presidió la Asociación Nacional de Galeristas. Está considerada como una de las galeristas de arte más internacionales en la historia de España. Inauguró su primer espacio de arte en 1972.

## Biografía y trayectoria
Nacida en la ciudad de Nueva York, hija de emigrantes europeos, un suizo y una francesa, a donde sus padres emigraron huyendo de la posguerra europea.Evelyn se trasladó a Madrid y se casó con el español Jaime Botella. En 1972, con el apoyo de la galerista Juana Mordó, inauguró su primer espacio, AELE, dedicado en un primer momento al arte hispanoamericano con artistas como José Luis Cuevas, Sarah Grilo, Roberto Matta, Raúl Valdivieso, Ricardo Mesa, Miguel Ocampo y Bernardo Salcedo, con los que posteriormente realizó exposiciones.
En 1975 se trasladó a un nuevo local en la calle Puigcerdá, en el barrio madrileño de Salamanca, planteó un cambio de línea y poco más tarde inició su camino en solitario. En el nuevo espacio celebró 35 años como galerista en los que recorrió las principales capitales del arte: Nueva York, Suiza, Francia, Inglaterra. Mantuvo las siglas AELE hasta 2007, en que las cambió para utilizar su propio nombre, Galería Evelyn Botella.
En 1982, año de la fundación de la Feria Internacional de Arte Contemporáneo Arco participó con artistas como Cruz Novillo, Marisa González, Paloma Navares, y Máximo Trueba, hermano de los directores de cine Fernando Trueba y David Trueba. Durante su trayectoria formó parte del comité  asesor de dicha feria y además, asistió a ferias internacionales como la FIAC de París, Art Basel en Basilea (Suiza) y Feria de Colonia (Alemania), entre otras. 

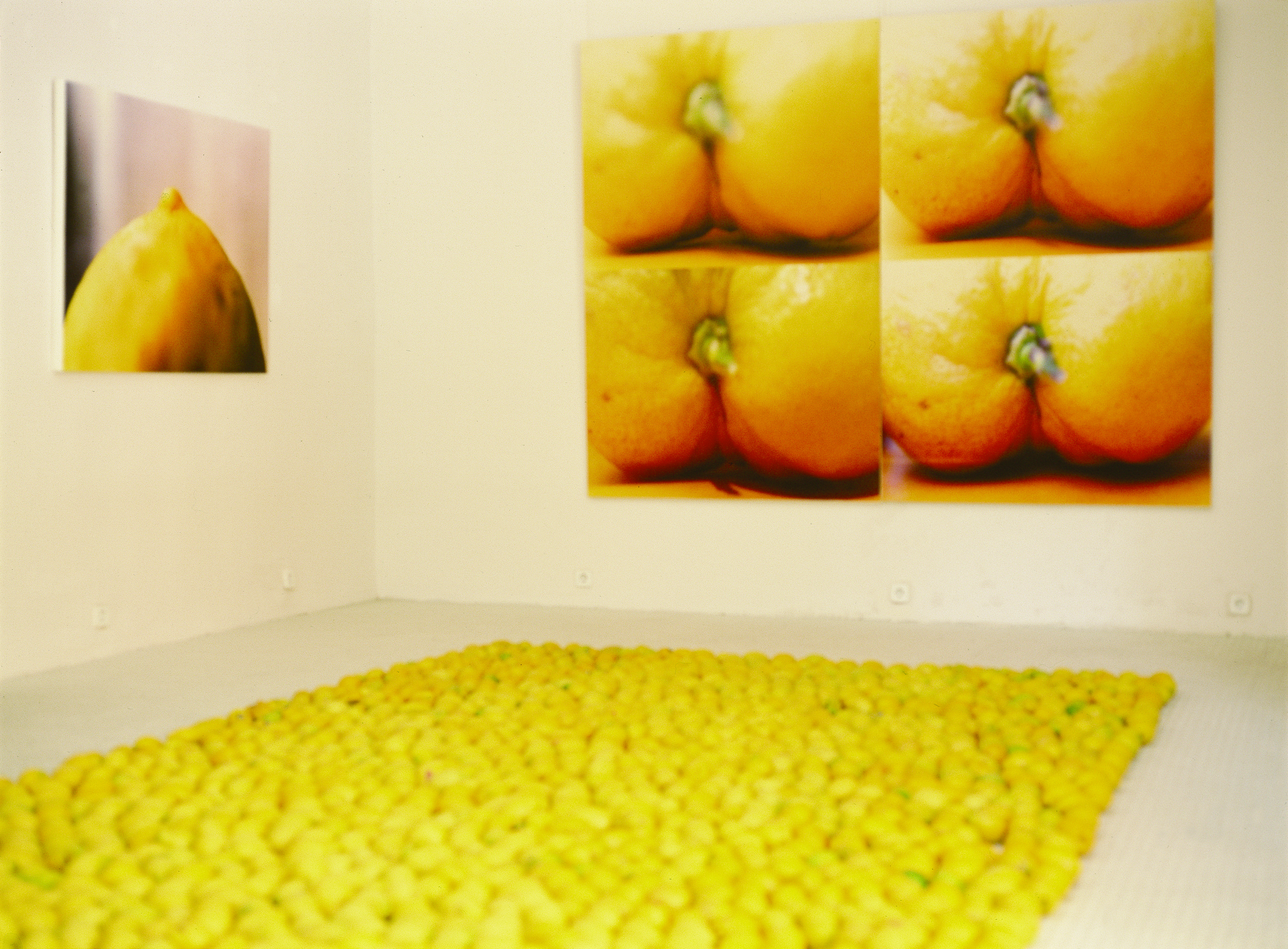
Exposición de Marisa González en la galeria Aele Evelyn Botella de Madrid 1998

Su galería fue pionera en participar en las ferias de arte internacionales, como en Art Basel, junto con Elvira González (entonces galeríaTheo) y Juana Mordó.El conocimiento de cuatro idiomas, alemán, francés, inglés y español era un privilegio que le facilitó su proyección internacional.Trabajó con artistas de otros países como Pierre Alechinsky, Dieter Roth, Dennis Oppenheim, Laura Lamiel y Rinaldo Paluzzi entre otros. En su espacio se hicieron performances, como en el año 1981 "Presencias" con el artista performer Pedro Garhel, conciertos, instalaciones, siempre abierta a los nuevos medios de expresión. Entre los artistas más frecuentes en su programación estaban Rufo Criado,  Marisa González, Paloma Navares, Pepe Cruz Novillo,  Manuel Barbadillo, Patricio Court, Eloisa Sanz, Sofía Madrigal, Eduardo Gruber, Juan José Molina, Daniel Gutiérrez Adán, Fernando Lerín, Esteban Tranche, Francis Warringa, Pablo Márquez, Rinaldo Paluzzi y el escultor fallecido prematuramente Máximo Trueba. 
Posteriormente, ya en el nuevo siglo, trasladó la galería Evelyn Botella ubicada en el callejón de Puigcerdá del Barrio de Salamanca de Madrid, a un primer piso de un edificio singular en la calle Mejias Lequerica 12, en el barrio de Chueca/Chamberi de Madrid.Un espacio amplio y muy luminoso donde los artistas con los que habitualmente trabajaba, expusieron sus últimos trabajos.

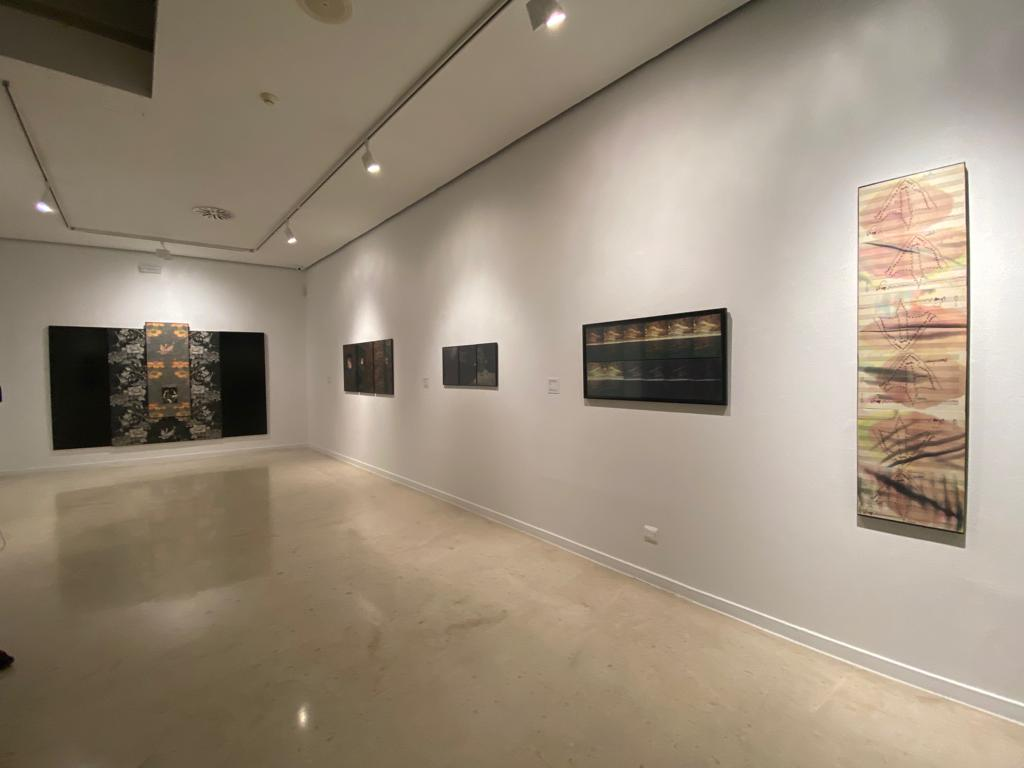
Fragmento de la exposición homenaje en Málaga, el año 2023, titulada El Pacto visible, en la imagen las obras de Paloma Navares y Marisa González.

Dichos artistas forman parte de su colección particular y con ellos realizó varias exposiciones y publicaciones del proyecto "El pacto invisible" que posteriormente se le ha denominado  "El pacto visible". Bajo este nombre, y con los mismos artistas, Diego Acedo, abogado coleccionista y estrecho colaborador de Evelyn Botella, inició un nuevo proyecto galerístico en Málaga.La colección del Pacto Invisible ha sido donada al Ayuntamiento de Málaga en el año 2018. El ayuntamiento ha organizado una exposición con las obras del Pacto Visible en el Museo del Patrimonio Municipal, salas expositivas de la Coracha celebrada desde el 10 de octubre al 12 de noviembre de 2023.
En octubre de 2013, Evelyn Botella anunció el cese de actividad de su galería,aunque a través de un mensaje en su espacio de Facebook, informó que seguiría trabajando en el mundo del arte."Tras tantos años de trabajo, he decidido poner fin a una etapa, larga y hermosa de mi vida profesional. Quiero dar las gracias a todos los que me han querido acompañar a lo largo de tanto tiempo en esta aventura que se convirtió en mi razón de ser y mi manera de entender el mundo".
En 2011 fue premiada por MAV, la asociación Mujeres en las Artes Visuales, como mejor galerista en reconocimiento a su trayectoria. Además se premió a la artista Eugenia Balcells y la investigadora feminista Lourdes Méndez.